# Ryszard Jelonek
Ryszard Jelonek (ur. 8 września 1933 w Zawodziu, zm. 8 czerwca 2008) – polski ekonomista i działacz państwowy, wojewoda legnicki (1983–1990).

## Życiorys
W 1958 ukończył studia w Wyższej Szkole Ekonomicznej w Poznaniu. Pracownik Wojewódzkiego Przedsiębiorstwa Robót Drogowych w Katowicach (1952-1956), zastępca dyrektora hurtowni Wojewódzkiego Przedsiębiorstwa Hurtu Spożywczego w Brzegu (1956-1959), dyrektor Zakładów Przemysłu Materiałów Budowlanych w Brzegu (196-1964), zastępca dyrektora Wrocławskiej Fabryki Farb i Lakierów (1964-1965), dyrektor Wrocławskiego Zjednoczenia Przedsiębiorstw Handlowych (1965-1971), zastępca dyrektora Centralnego Ośrodka Badawczo-Projektowego Górnictwa Odkrywkowego Poltegor we Wrocławiu (1971-1972), w latach 1972-1978 dyrektor ekonomiczny Kombinatu Górniczo-Hutniczego Miedzi w Lubinie. W latach 1978–1981 był dyrektorem Departamentu Eksportu w Ministerstwie Hutnictwa i Przemysłu Maszynowego, a następnie powrócił do Kombinatu Górniczo-Hutniczego Miedzi na stanowisko dyrektora do spraw pracowniczych (1981-1983). W lipcu 1983 objął funkcję wojewody legnickiego, którą sprawował do sierpnia 1990.
Członek ZHP (1945-1948), Związku Młodzieży Polskiej (przewodniczący Zarządu Miejskiego w Będzinie 1948-1956), od 1953 członek PZPR.
Zmarł w 2008, został pochowany w Podkowie Leśnej.

## Odznaczenia
- Krzyż Kawalerski Orderu Odrodzenia Polski
- Złoty Krzyż Zasługi
- Srebrny Krzyż Zasługi
- Medal 40-lecia Polski Ludowej
- Złota Odznaka Janka Krasickiego
- Odznaka "Za Zasługi dla Województwa Legnickiego"
- Odznaka "Budowniczy Wrocławia"
- Odznaka "Zasłużony Pracownik Handlu"
- Złota Odznaka "Budowniczy Legnicko-Głogowskiego Okręgu Miedziowego"
- Złota Odznaka Polskiego Towarzystwa Ekonomicznego